# Cupido osiris
Cupido osiris es una especie de insectos lepidópteros de la familia Lycaenidae. Fue descrita por Meigen en el año 1829.

## Biología
Periodo de vuelo e hibernación.
Vuela en una o dos generaciones.
Las orugas son atendidas por las hormigas  Lasius, hiberna en estado de oruga.

## Plantas huéspedes
Sus plantas huésped son de los Onobrychis,  Onobrychis viciifolia,  Onobrychis  montana y  Onobrychis  arenaria.

## Ecología y distribución
Está presente en el norte de África, en el sur de Europa, en Siberia y Asia (excepto el sur de Asia y el norte de Mongolia) hasta el Pacífico. Está presente en el territorio español.

## Biotopo
Su hábitat es constituido por lugares donde existan hierba y flores.

## Amparo
Ningún estatus de protección particular.